# Sianowo
Sianowo (kaszub. Swiónowò; niem. Schwanau) – kaszubska wieś letniskowa w Polsce, położona w województwie pomorskim, w powiecie kartuskim, w gminie Kartuzy.
Znajduje się na terenie Kaszubskiego Parku Krajobrazowego nad jeziorem Sianowskim i przepływającą przez akwen jeziora rzeką Łebą. Wieś położona jest pomiędzy Lasami Mirachowskimi i jeziorem. Gniazduje tu wiele rzadkich gatunków ptaków. Sianowo leży na turystycznym  Szlaku Kaszubskim i jest początkiem wodnego szlaku spływów kajakowych rzeką Łebą. Ta wieś bywa miejscem promocji języka kaszubskiego.
Wieś królewska w starostwie mirachowskim w województwie pomorskim w II połowie XVI wieku. W latach 1973–1976 miejscowość była siedzibą gminy Sianowo. W latach 1975–1998 miejscowość administracyjnie należała do województwa gdańskiego.

## Integralne części wsi
| SIMC    | Nazwa     | Rodzaj    |
| ------- | --------- | --------- |
| 0163630 | Cieszonko | część wsi |
| 0163765 | Lesińce   | część wsi |
| 0163647 | Młyńsko   | część wsi |

## Historia
Pierwsze wzmianki o Sianowie pochodzą z roku 1348, od roku 1466 do 1772 należało administracyjnie do powiatu mirachowskiego. Założenie lokacyjne w formie regularnego zabudowanego trójkąta pozostało widoczne do dziś.

## Zabytki
Według rejestru zabytków NID na listę zabytków wpisany jest szachulcowy kościół parafialny pw. Narodzenia NMP z 1816, nr rej.: 355 z 20.02.1971.

## Sanktuarium w Sianowie

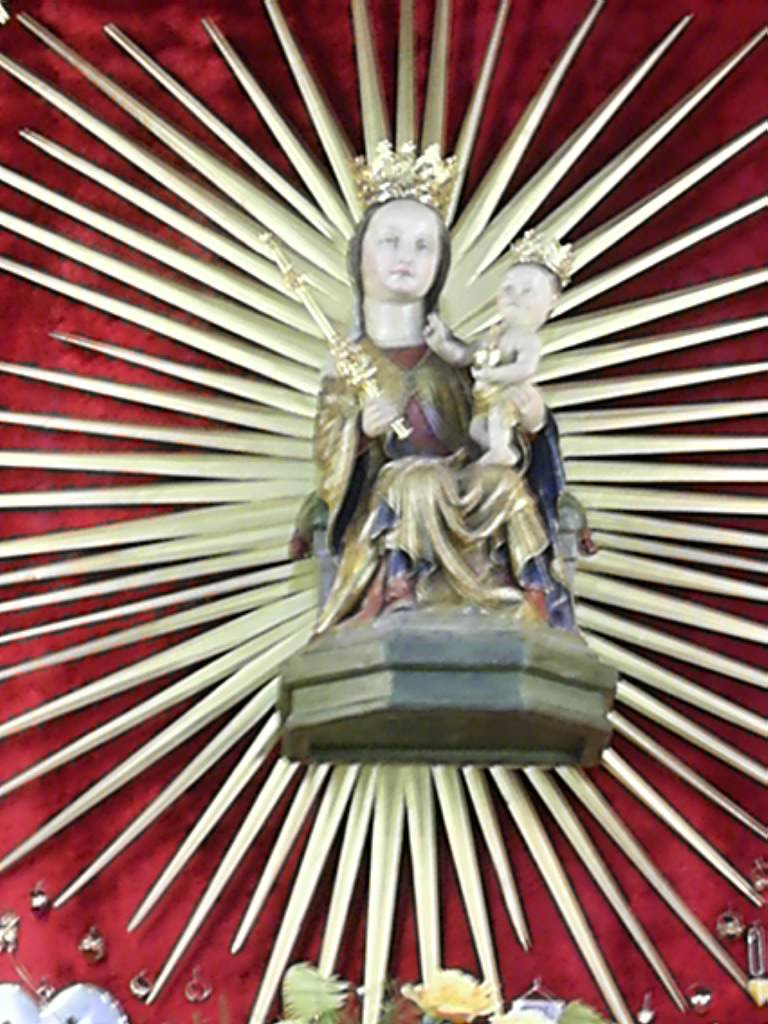
Matka Boża Sianowska

W Sianowie znajduje się Sanktuarium Matki Boskiej Sianowskiej. Obecny kościół o konstrukcji szkieletowej z drewnianą dzwonnicą powstał w roku 1816 w miejscu starego kościoła strawionego przez pożar. We wnętrzu znajdują się trzy XVIII-wieczne ołtarze i figura Madonny z XV wieku. Na nią zwrócił uwagę biskup Jakub z Sienna, a później w 1702 roku bp Stanisław Szembek. Figurę Madonny z XV wieku nazwał łaskawą bp Antoni Kazimierz Ostrowski w 1766 roku. Ukoronowano ją w Roku Milenijnym 1966 na „Królową Kaszub”. Figura Madonny uległa uszkodzeniu podczas próby kradzieży w 2002 roku.
Podczas dwóch dorocznych odpustów do Sianowa zmierzają rzesze pielgrzymów. Odpusty odbywają się około 16 lipca oraz około 8 września, a uważane są za jedne z najważniejszych na Kaszubach.
Sanktuarium Matki Bożej Królowej Kaszub w Sianowie zajęło pierwsze miejsce w plebiscycie portalu naszemiasto.pl „Perły w Koronie Pomorza 2009”, przeprowadzonym pod patronatem Pomorskiej Regionalnej Organizacji Turystycznej.